# Lelekovice
Lelekovice är en ort i Tjeckien.   Den ligger i distriktet Okres Brno-Venkov och regionen Södra Mähren, i den östra delen av landet, 180 km sydost om huvudstaden Prag. Lelekovice ligger 308 meter över havet och antalet invånare är 1 476.
Terrängen runt Lelekovice är kuperad österut, men västerut är den platt. Runt Lelekovice är det mycket tätbefolkat, med 1 411 invånare per kvadratkilometer. Närmaste större samhälle är Brno, 10,9 km söder om Lelekovice. I omgivningarna runt Lelekovice växer i huvudsak blandskog.